# Desporto militar
Desporto militar é uma actividade desportiva essencialmente praticada por militares, objecto de competições internacionais e cujo objectivo se prende com o treino físico militar, o aprontamento para o combate, a destreza, a combatividade, o desenvolvimento das qualidades físicas do combatente e a melhoria da proficiência profissional tendo por base os diferentes domínios de actuação dos militares: terra, mar e ar.
Desde a fundação do Conselho Internacional do Desporto Militar, em 1948, foi objectivo desta organização estruturar um conjunto de provas que se adaptem e sirvam de treino para os diferentes ramos da Forças Armadas.
Desse conjunto de provas nasceram os pentatlos militares, assim divididos:
- Pentatlo militar
- Pentatlo aeronáutico
- Pentatlo naval